# Alpina B7
Als Alpina B7 (bzw. B7 Bi-Turbo) wird das jeweilige Alpina-Modell der BMW-7er-Reihe bezeichnet. (Nicht zu verwechseln mit den 1978–1988 gebauten Alpina B7 Turbo auf BMW 5er/6er-Basis.)

## Erste Generation (2001–2008)
Der Alpina B7 (E65/E66) ist das höchstmotorisierte Modell der 7er-Reihe. Technisch und optisch basiert der Alpina B7 auf der BMW-7er-Reihe (E65), insbesondere dem 745i. Der Alpina B7 ist 40 kW stärker als der BMW 760i und beschleunigt (nach Angaben des 7-Forum) in 4,8 Sekunden von 0–100 km/h. Der Alpina B7 soll durch zusätzliche Spoiler, verchromte Einzelteile und andere optische Aufarbeitungen besonders sportlich in Erscheinung treten.
Der Alpina wird, wie alle Alpina-Modelle, in Buchloe von Hand fertiggestellt. Nach der Modellpflege des Serienmodells BMW E65 aus dem Jahre 2005 übernahm auch der Alpina B7 die optischen Veränderungen. Zusätzliche Spoiler und andere optische Accessoires blieben auch nach der Modellpflege grundsätzlich die gleichen.
Der bis April 2005 gefertigte Alpina B7 unterschied sich vor allem durch zusätzliche Front- und Heckspoiler sowie verchromte Auspuff-Endrohre. Der 4,4-Liter-Motor wurde mit Hilfe eines Radialverdichters auf 368 kW (500 PS) aufgerüstet. Der Vorgänger des Alpina B7, der Alpina B12 6.0, kam mit 6,0 Litern Hubraum auf eine niedrigere Leistung. Der Alpina B7 ist auch als Langversion auf Basis des BMW E66 erhältlich.

### Alpina B7 Technische Daten
| Modell                     | Alpina B7 E65/E66                        |
| -------------------------- | ---------------------------------------- |
| Hubraum                    | 4398 cm³                                 |
| Motorbauart                | V8                                       |
| Leistung                   | 368 kW (500 PS) bei 5500 min−1           |
| Drehmoment                 | 700 Nm bei 4250 min−1                    |
| Beschleunigung, 0–100 km/h | 4,9 s (5,1 s) (1)                        |
| Höchstgeschwindigkeit      | 300 km/h                                 |
| Getriebe (serienmäßig)     | 6-Stufen-Automatik                       |
| Kraftstoffverbrauch        | 12,8/100 km (12,9/100 km) (1) Super Plus |
| Leergewicht                | 1960 kg (2065 kg)                        |

## Zweite Generation (2009–2015)
Die 2. Generation des Alpina B7 auf Basis des neuen, seit November 2008 erhältlichen BMW F01 wurde auf dem Genfer Auto-Salon 2009 vorgestellt. Der B7 leistet 373 kW (507 PS) bei 5500 min−1 und ist mit 280 km/h Höchstgeschwindigkeit langsamer als sein Vorgänger. Alpina begründet die niedrigere Höchstgeschwindigkeit mit der Bereifung. Für die serienmäßigen 21-Zoll-Alpina-Räder gibt es keine Bereifung, die eine höhere Geschwindigkeit in Verbindung mit dem Fahrzeuggewicht zulässt. In der späteren Konfiguration leistet der Wagen 397 kW (540 PS) bei 5200 min−1 und ein Drehmoment von 730 Nm. Der Verbrauch konnte auf 9,9 Liter Super Plus gesenkt werden. Ein Grund hierfür dürfte das geringere Gewicht und die serienmäßige 8-Gang-Sport-Automatik sein. Die Geschwindigkeit wurde auf 312 km/h erhöht, trotz der 21-Zoll-Bereifung.

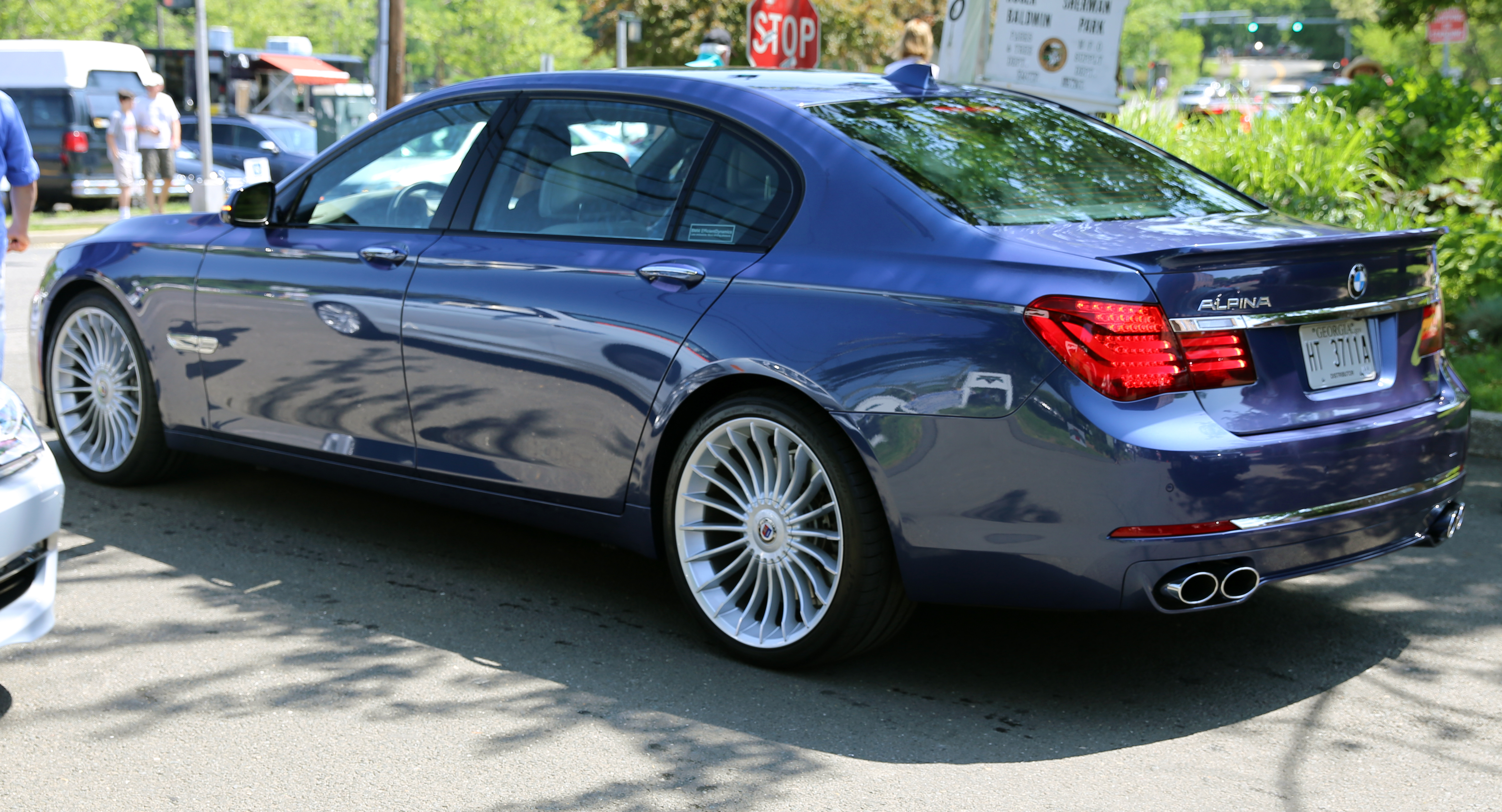
F02, Heckansicht
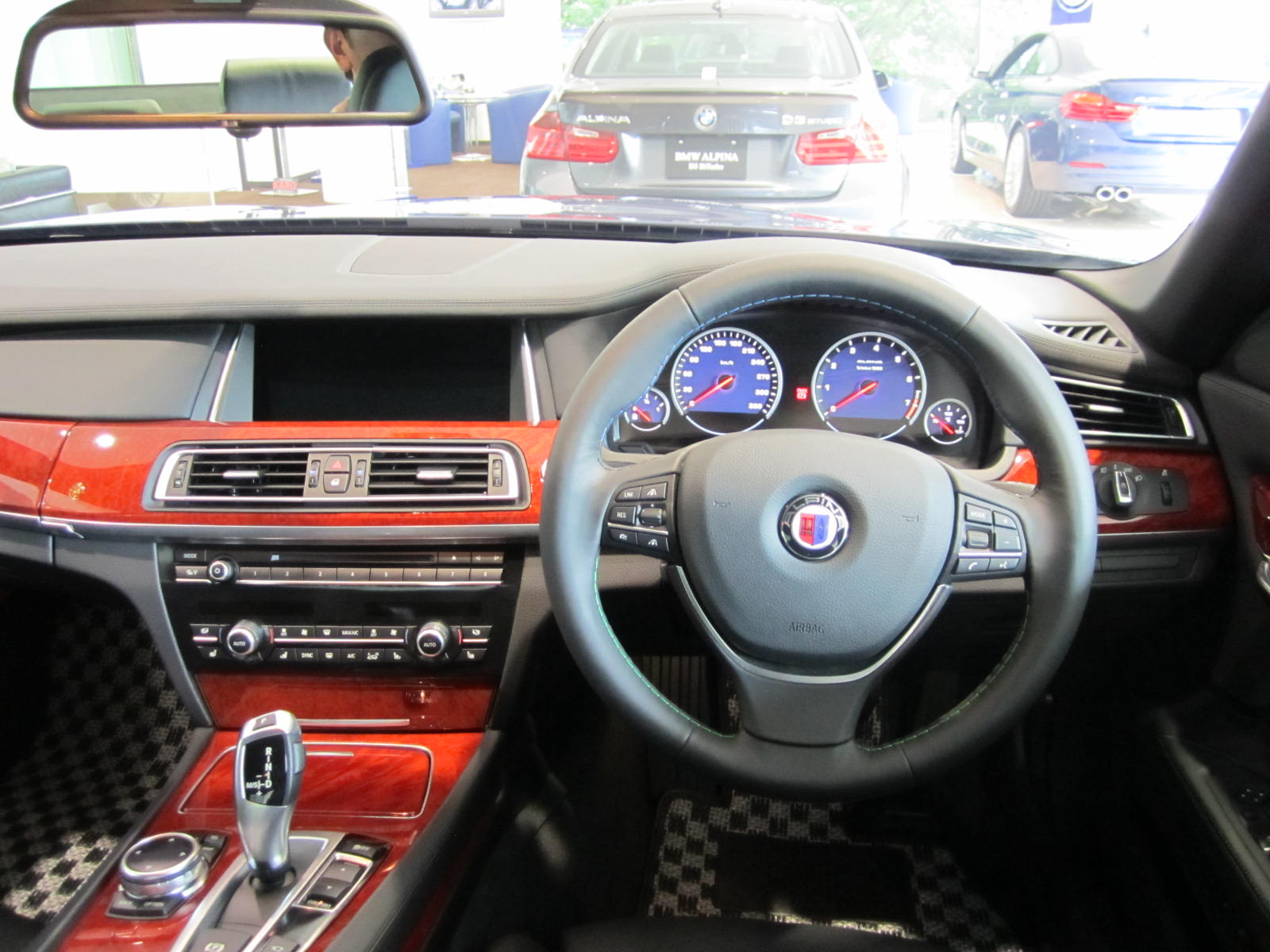
Innenraum

2012 wurden in Deutschland 10 Alpina B7 Biturbo neu zugelassen, davon 9 von gewerblichen Haltern.

### Alpina B7 Technische Daten
| Modell                       | Alpina B7 F01                  | Alpina B7 F01/F02                   |
| ---------------------------- | ------------------------------ | ----------------------------------- |
| Bauzeitraum                  | 2009–2011                      | 2012–2016                           |
| Hubraum                      | 4395 cm³                       | 4395 cm³                            |
| Motorbauart                  | V8                             | V8                                  |
| Leistung                     | 373 kW (507 PS) bei 5500 min−1 | 397 kW (540 PS) bei 5200–6250 min−1 |
| Drehmoment                   | 700 Nm bei 3000–4750 min−1     | 730 Nm bei 2800–5000 min−1          |
| Beschleunigung, 0–100 km/h   | 4,7 s                          | 4,6 s (4,7 s) (1)                   |
| Höchstgeschwindigkeit        | 302 km/h                       | 312 km/h                            |
| Getriebe (serienmäßig)       | 6-Stufen-Automatik             | 8-Stufen-Automatik                  |
| Kraftstoffverbrauch          | 12,0 l/100 km Super Plus       | 9,9 l/100 km Super Plus             |
| Kohlenstoffdioxid-Emissionen | 282 g/km                       | 230 g/km                            |
| Leergewicht                  | 2115 kg                        | 2040 kg (2070 kg) (1)               |

## Dritte Generation (2016–2022)
Basis der dritten Generation ist der BMW G12. Weltpremiere hatte das Modell auf dem Genfer Auto-Salon 2016. Eine überarbeitete Version wurde im Februar 2019 präsentiert. Sie wurde ab Juli 2019 ausgeliefert. Im September 2022 endete die Produktion des B7. Ein Nachfolgemodell ist nicht geplant.
In China hat der B7 einen 4,0-Liter-Motor.

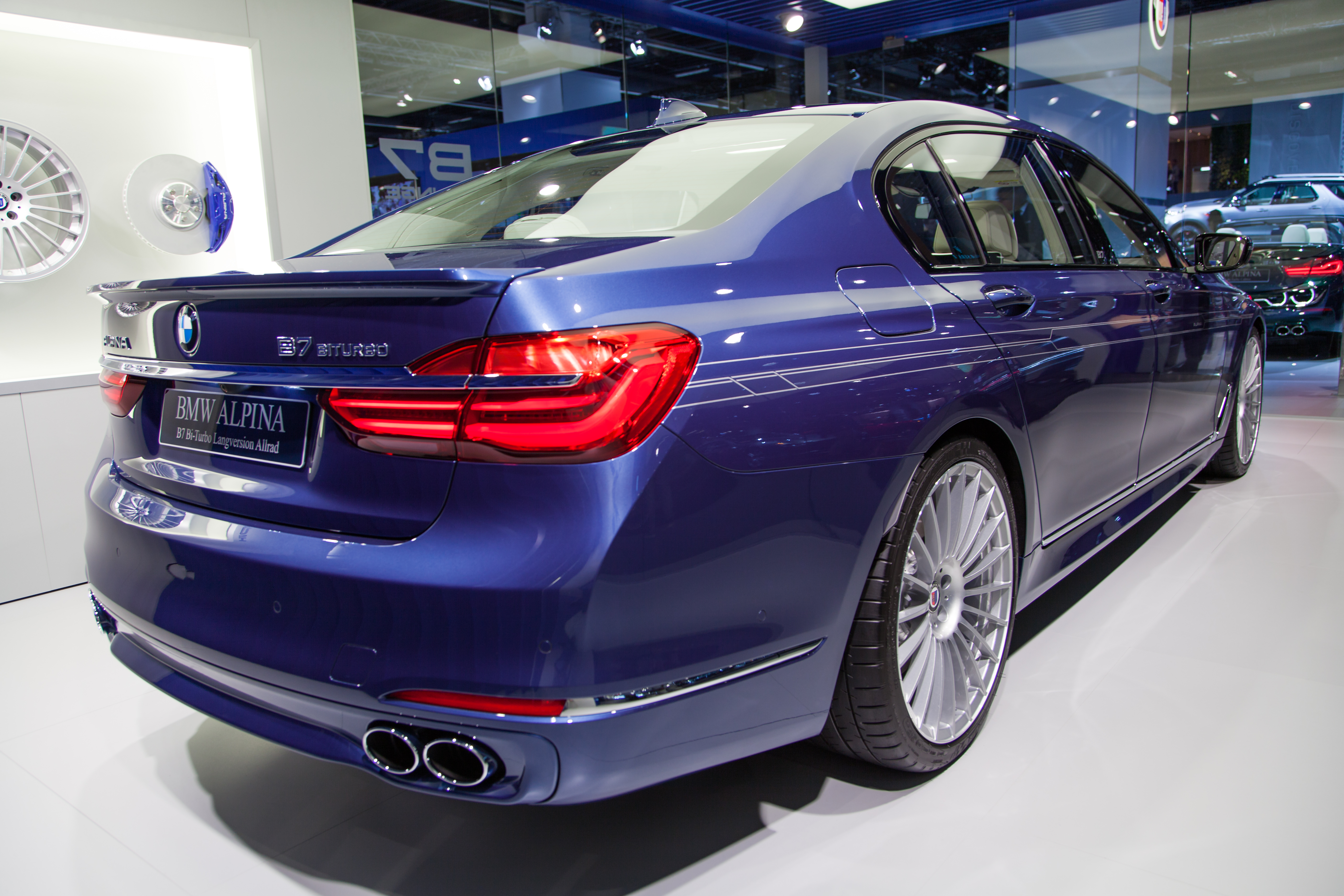
G12, Heckansicht
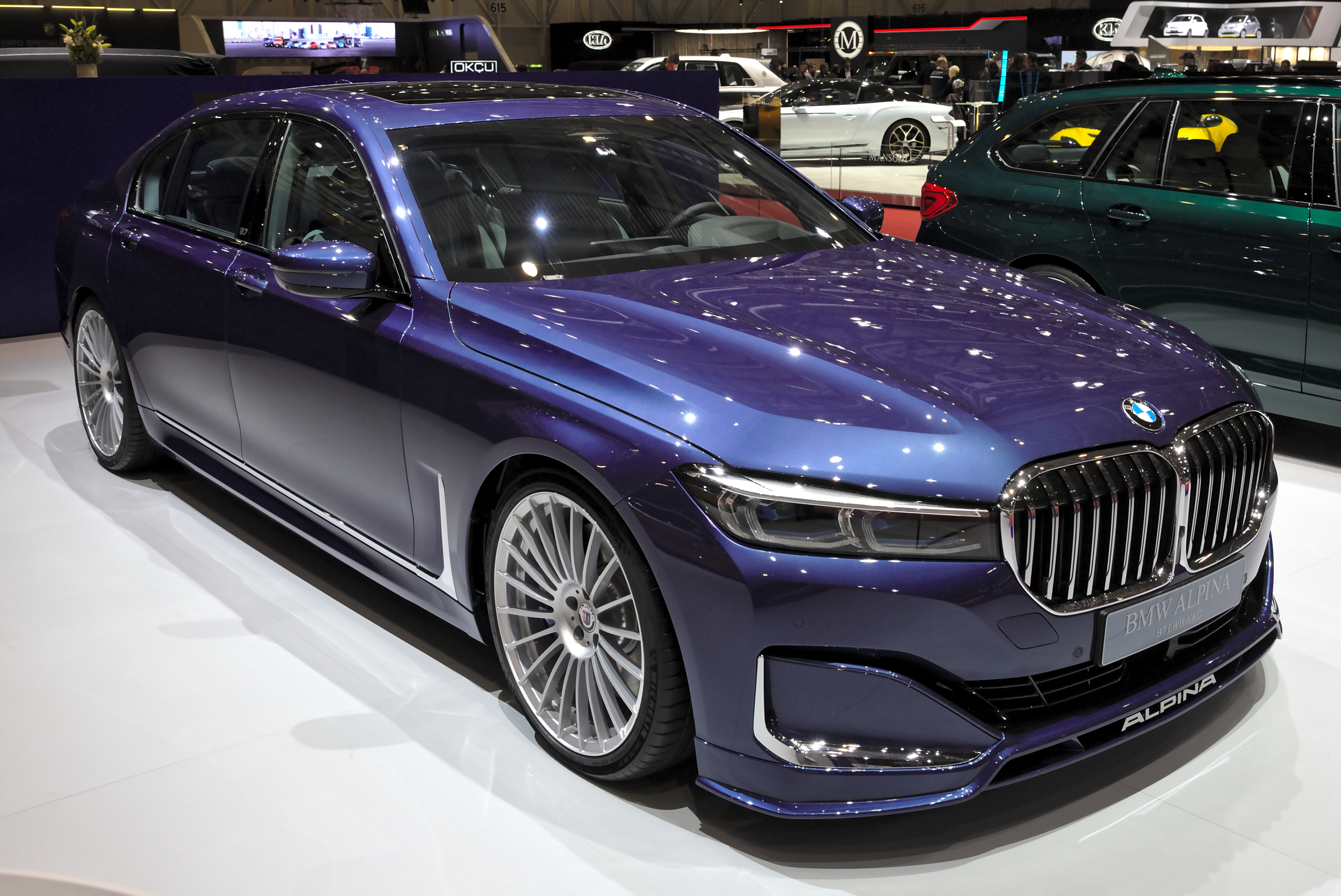
Alpina B7 (G12, 2019–2022)
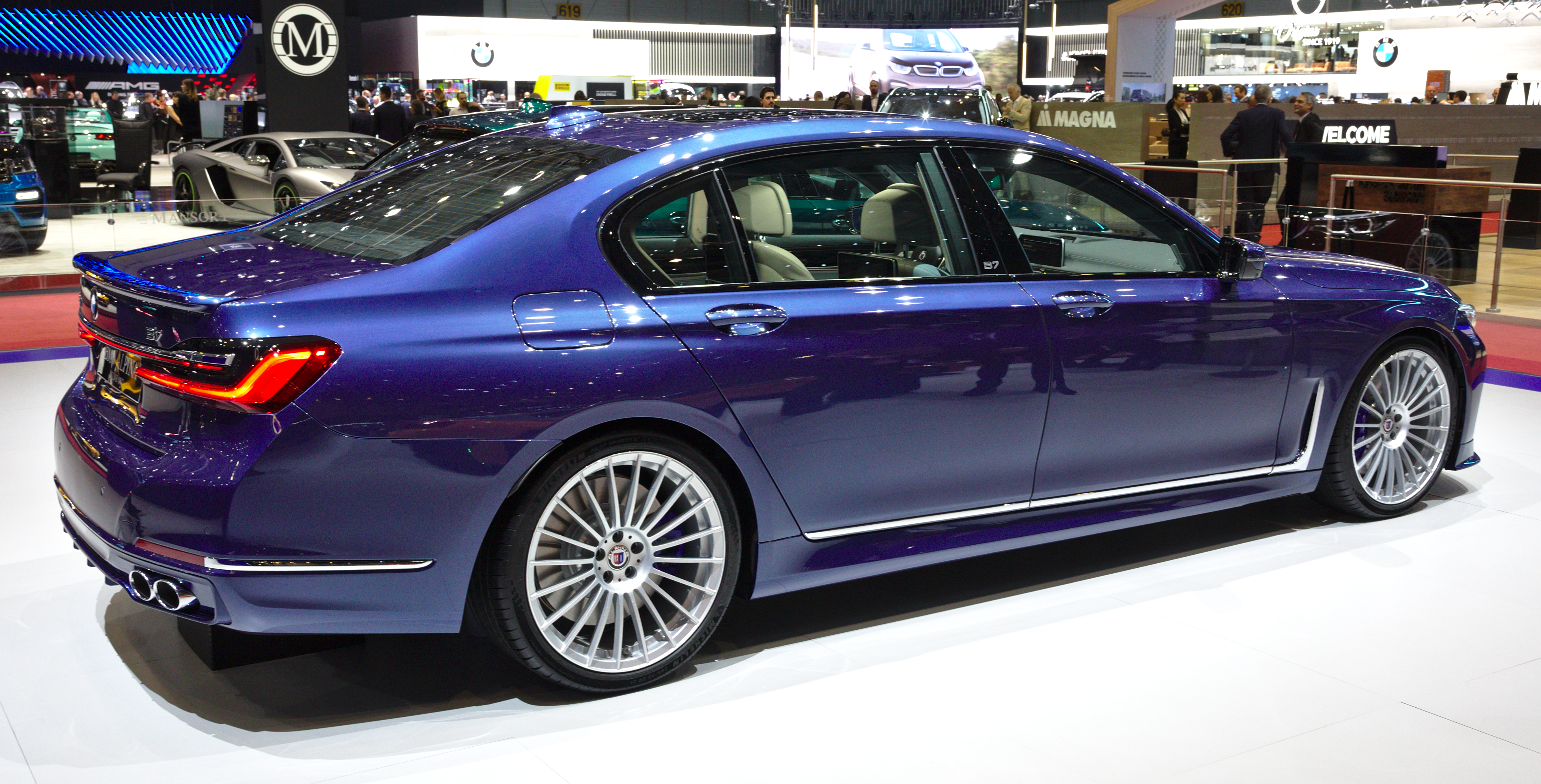
G12, Heckansicht

### Alpina B7 Technische Daten
| Modell                     | Alpina B7 Biturbo Allrad            | Alpina B7 Biturbo Allrad         | Alpina B7                           |
| -------------------------- | ----------------------------------- | -------------------------------- | ----------------------------------- |
| Bauzeitraum                | 03/2016–08/2018                     |                                  | 07/2019–09/2022                     |
| Hubraum                    | 4395 cm³                            | 3982 cm³                         | 4395 cm³                            |
| Motorbauart                | V8                                  | V8                               | V8                                  |
| max. Leistung              | 447 kW (608 PS) bei 5750–6250 min−1 | 415 kW (564 PS) bei 6000 min−1   | 447 kW (608 PS) bei 5500–6500 min−1 |
| max. Drehmoment            | 800 Nm bei 3000–5000 min−1          | 750 Nm bei 3500–5000 min−1       | 800 Nm bei 2000–5000 min−1          |
| Beschleunigung, 0–100 km/h | 3,7 s                               | 3,8 s                            | 3,6 s                               |
| Höchstgeschwindigkeit      | 330 km/h                            | 315 km/h                         | 330 km/h                            |
| Getriebe (serienmäßig)     | 8-Gang-Automatik „Switch-Tronic“    | 8-Gang-Automatik „Switch-Tronic“ | 8-Gang-Automatik „Switch-Tronic“    |
| Kraftstoffverbrauch        | 10,4 l/100 km Super Plus            | 11,0 l/100 km Super Plus         | 11,6 l/100 km Super Plus            |
| CO2-Emission               | 242 g/km                            | 251 g/km                         | 265 g/km                            |
| Leergewicht                | 2110 kg                             | 2325 kg                          | 2175 kg                             |